# ين فو
يَنْ فو (1853 - 1921 م) مفكر ومترجم صيني  قام بترجمات واسعة للفكر الغربي. وأثرت ترجماته كثيراً على الحركة الفكرية في الصين. وتربت أجيال عديدة من المثقفين عليها. فقد عرف الجمهور الصيني لأول مرة بأعمال كبار علماء الغرب وفلاسفته من أمثال داروين ، وهكسلي، وهربرت سبنسر، وجون ستيوارت ميل، وآدم سميث، ومونتسكيو. قد اعتبر يان فو أن سر الثروة والقوة الغربية ليست في التقدم التقني الغربي بل في الافكار والمؤسسات التي تقف خلف هذه التقنيات. 
تأثر به قادة الحركة الإصلاحية من أمثال كانغ يوي، ولينغ كيشاو وآخرين عديدين. كان يان فو من أوائل الطلاب الصينيين الذين أرسلوا في بعثات إلى الغرب وبالأخص إنجلترا وفرنسا تحديدا لدراسة العلم والتكنولوجيا الغربية والعودة إلى الصين بكل هذه الخبرات التي كانت تنقصها .

## النشأة
ارسل يان فو إلى إنجلترا لدراسة التقنيات البحرية، لكنه سرعان ما أصبح مهتمًا بالحكومة البريطانية والفقه القانوني والاقتصاد وعلم الاجتماع. عاد إلى الصين في عام 1879. 

## نشاطه السياسي والفكري
دفعت هزيمة الصين المهينة من اليابان في عام 1895 إلى الدعوة للإصلاح الاجتماعي والسياسي الليبرالي. لقد فعل ذلك لأنه اكتشف في المؤسسات الليبرالية وسيلة لتعزيز الدولة. أقنعه فهمه للداروينية أن التغيير يجب أن يأتي من خلال التحول التدريجي في فكر النخبة الصينية، وليس من الثورة. في السنوات الفوضوية التي أعقبت الثورة الصينية عام 1911، عارض الجمهوريين في الصين وأيد يوان شيكاي في محاولته لاستعادة الملكية. في سنواته الأخيرة، رفض يان فو موقفه السابق فيما يتعلق بالفكر الغربي وتحول بشكل متزايد إلى الكونفوشيوسية والثقافة الصينية القديمة.

## أعماله
كتب يان فو الشعر بالإضافة إلى ترجماته. تم نشر مجموعتين من شعره بعد وفاته

## روابط خارجية
- ين فو على موقع الموسوعة البريطانية (الإنجليزية)
- ين فو على موقع ميوزك برينز (الإنجليزية)